# Iboko
L’iboko, boko ou liboko, est une langue bantoue parlée dans la province de l’Équateur en République démocratique du Congo.

## Répartition géographique
Province de Mongala à Makanza. dans la région de Bangala ou Makanza avec La langue d'Iboko, parlée par les villages de Mankanza de: Boukoundou, Mondôngé, Mpoumbou, Wambala, Mbaka,
Ekolangania, Ikélé, Ndondo

## Histoire
Mongala est, à l'origine, un nom.
qui signifie «< rivière », mais qui est devenu un nom commun propre. Les peuples boloki de Bobeka établis à son embouchure l'appelaient ainsi mungala», pour la
distinguer du fleuve, ebale ». On dit parfois Mun gala mwa Akula », Akula étant l'un des principaux villages de la basse Mongala.
TRANSFORMATION DE L'IBOKO EN LINGALA À MAKANZA 
À Berghe-Sainte-Marie, Cambier s'était entouré de travailleurs venus de Bangala-Station de Makanza, plutôt que de travailleurs locaux bobangi. Les citations dans ses lettres de cette période consistent d'un mélange idiosyncrasique de mots bangala, de fiote et sans doute de kiteke et contiennent très peu de traces de bobangi. Ce n'était qu'après la désertion de ces travailleurs-là, que des aides bobangi commençaient à jouer un rôle beaucoup plus important dans la vie quotidienne de Cambier.
C'est également en cette période que Cambier et ses confrères à Berghe se faisaient enseigner la langue bobangi par l'interprète Mambula, recruté pour servir à table. Cambier et Van Ronslé quittaient Berghe-Sainte-Maric pour Mpombo,
situé bien en dehors de la région bobangi. Cambier 'rentrait' donc dans le pays de Bangala la langue avec laquelle il était entré en contact
durant ses premiers mois à Berghe, Le bangala. Or, le bangala n'était qu'une des langues utilisées à Bangala-Station Makanza et à Mpombo, et, en plus, elle y était uniquement utilisée comme langue de traite, la langue native de la population étant l'iboko. Cambier et Van Ronslé une fois arrivés, se rendaient vite compte que le (peu de) bobangi qu'ils avaient appris à Berghe n'y avait qu'une utilité limitée. Ils se consacraient immédiatement à l'étude de l'iboko. Chacun d'eux, mais sans doute surtout Van Ronslé, prenait, dès le début, des notes linguistiques, et constituaient ainsi des listes de mots et de règles
ÉGIDE DE BOECK
FORMATION DE GRAMMAIRE ET VOCABULAIRE DU LANGUE DU HAUT CONGO
Egide De Boeck était donc en possession des notes que Van Ronslé et Cambier avaient faites sur l'iboko, ainsi que du livre de Cambier.contenant ainsi ses notes personnelles faites sur l'iboko dans le but d'utiliser pour 'transformer' le bangala à devenir le lingala.
Egide De Boeck, Forme une grammaire et Vocabulaire complète, dans la région de Bangala ou Makanza avec La langue d'Iboko, parlée par les villages de Mankanza de: Boukoundou, Mondôngé, Mpoumbou, Wambala, Mbaka,
Ekolangania, Ikélé, Ndondo la langue Mabali, parlée par les villages de : Niol, Ibonga, Mobélou, Mokolengila, Impánza, Ngoumba, Mongouělé, Ikouba
La langue des Boloki aux villages de Mobèka et les groupes de Bolombo et de Boukoumbi enfin les dialectes des Bangombé, de Motêmbo,
de Lousongo